# フラワーパラダイス銚子
フラワーパラダイス銚子（フラワーパラダイスちょうし）は、千葉県銚子市三崎町三丁目71-2にあった植物園型のテーマパーク。2003年頃に閉園した。

## 施設概要
三つの熱帯ゾーン（ベゴニアゾーン、オーキッドゾーン、トロピカルゾーン）に分かれていた。ウサギや小鳥と触れ合えるスペースがあった。

## 営業日・営業時間
木曜日は定休日（祝日は営業）
- 3月 - 10月　　AM9:00 - PM5:00
- 11月 - 2月　　AM9:00 - PM4:00

## 料金
- 中学生以上 700円
- 小人 300円

## 交通
- JR総武本線銚子駅から旭行きバス「農場前」下車、徒歩10分